# Velenje
Velenje (IPA: [vɛˈlɛːnjɛ]ⓘ, korábban Titovo Velenje IPA: [ˈtiːtɔvɔ vɛˈlɛːnjɛ], németül Wöllan IPA: [ˈvœlan]) város és Velenje község központja Szlovénia Savinjska statisztikai régiójában. Szlovénia ötödik legnagyobb városa. Elsősorban lignitbányája, valamint a Gorenje vállalat után ismert, melynek székhelye itt található.
1990. július 17. előtt Titovo Velenje néven volt ismert. A kommunizmus alatt fontos ipari várossá fejlődött, valamint az „új” szocialista urbanizmus példaképévé.

## A község (járás) települései
Arnače, Bevče, Črnova, Hrastovec, Janškovo selo, Kavče, Konovo, Laze, Lipje, Lopatnik, Lopatnik pri Velenju, Ložnica, Paka pri Velenju, Paški Kozjak, Pirešica, Plešivec, Podgorje, Podkraj pri Velenju, Prelska, Silova, Šenbric, Škale, Škalske Cirkovce, Šmartinske Cirkovce, Velenje, Vinska Gora.

## Képek

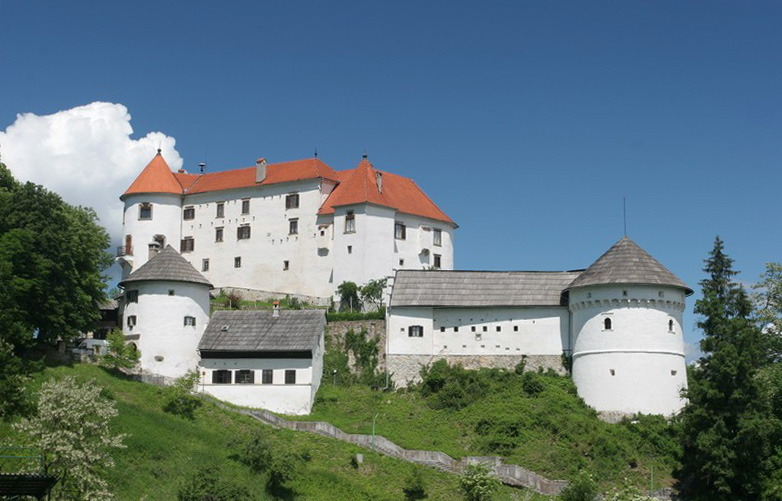
A velenjei vár
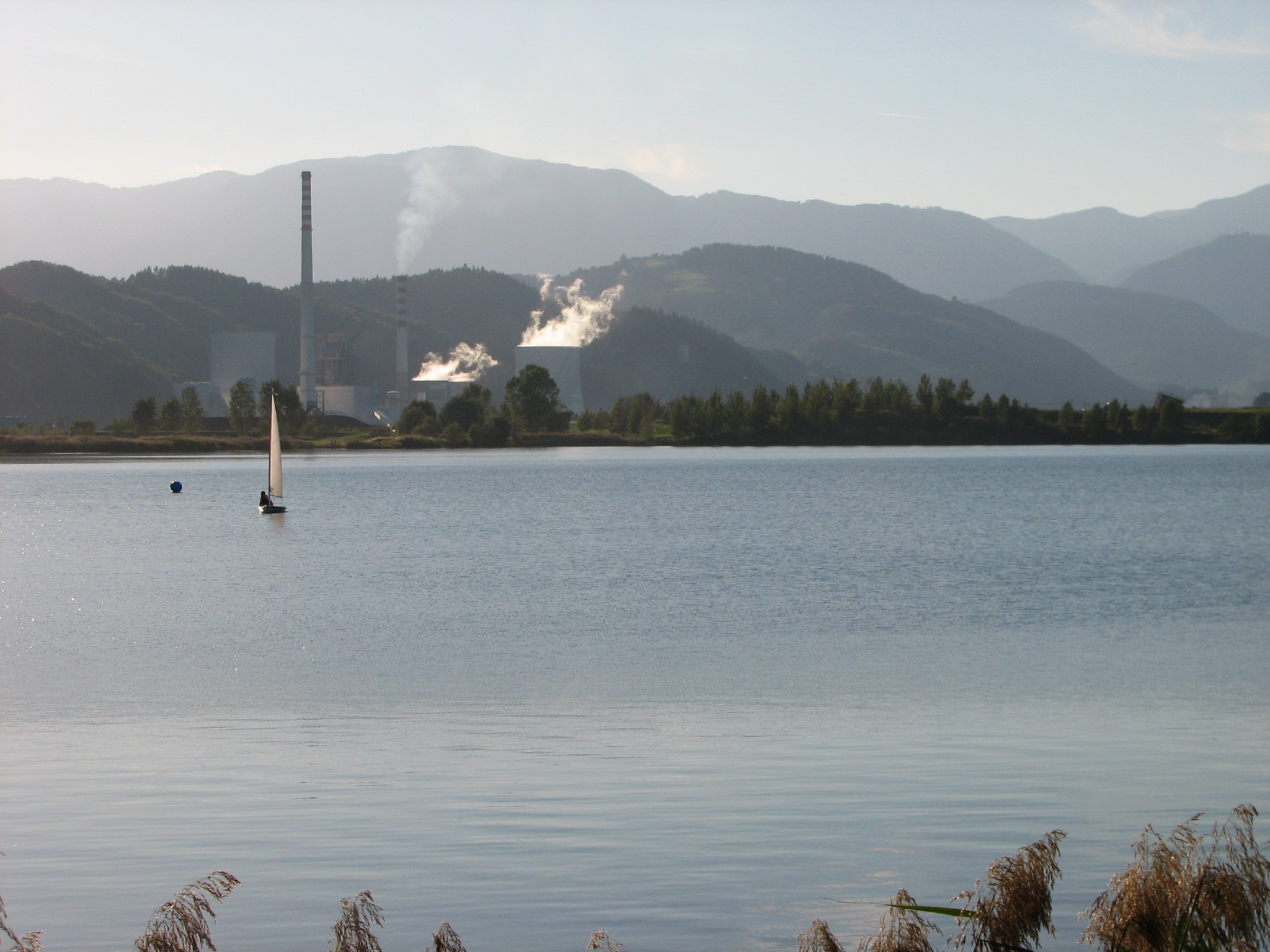
A Šoštanj hőerőmű a Velenjei-tó partján